# Oriental (1997-2015)
La región Oriental (en árabe: الجهة الشرقية‎) fue una de las dieciséis regiones en que estaba organizado Marruecos hasta 2015. Su capital era Uchda.
El decreto n.º 2-15-10 de 20 de febrero de 2015, que estableció en Marruecos una nueva división territorial con doce regiones, añadió a la nueva región Oriental la provincia de Guercif, procedente de la antigua región de Taza-Alhucemas-Taunat.

## Geografía
Estaba dividida en cinco provincias administrativas y una prefectura, que a su vez se dividía en 22 municipios y 91 comunas rurales. Limitaba al norte con la ciudad española de Melilla y el mar Mediterráneo, al este con Argelia, al oeste con la región de Taza-Alhucemas-Taunat y la región de Fez-Bulmán, al suroeste con Mequinez-Tafilalet y al sur con Argelia, frontera en disputa.
Tenía un total de 1 918 094 habitantes repartidos en 82 820 km².

### Provincias y prefecturas

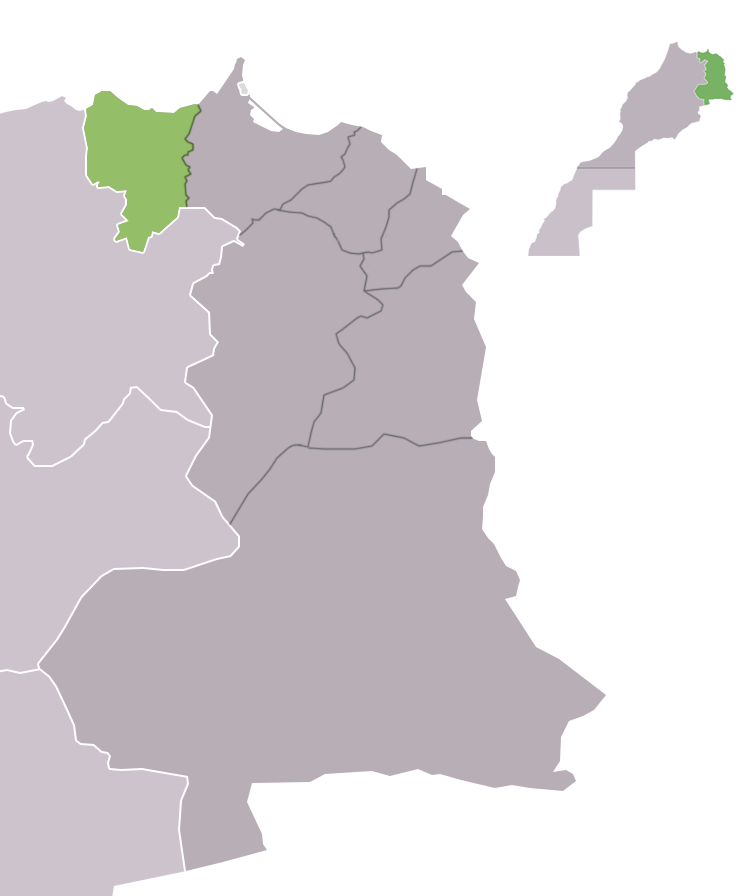
Provincia de Driuch
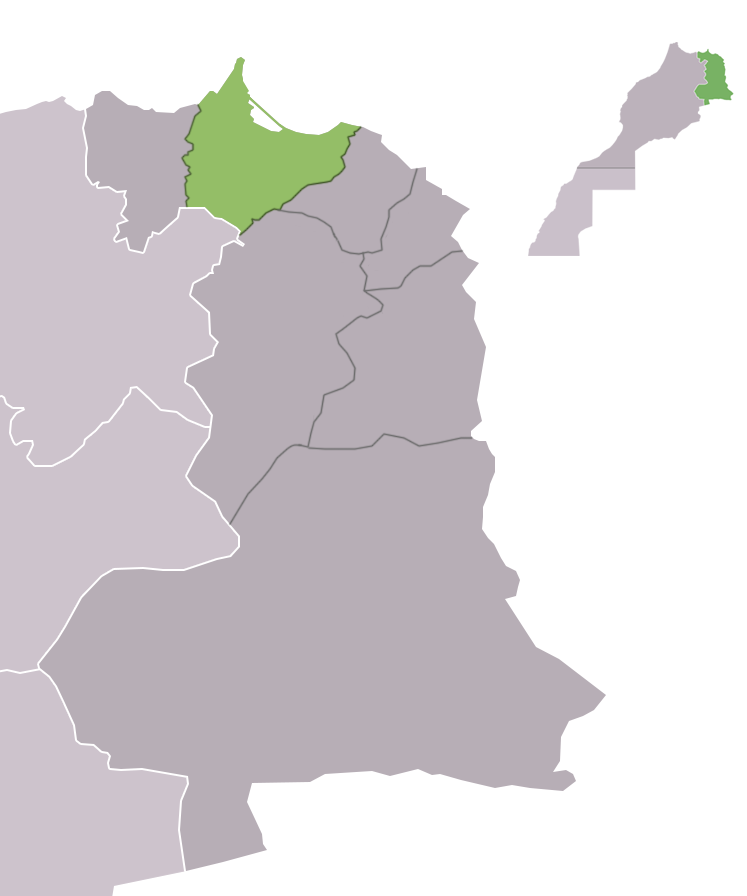
Provincia de Nador
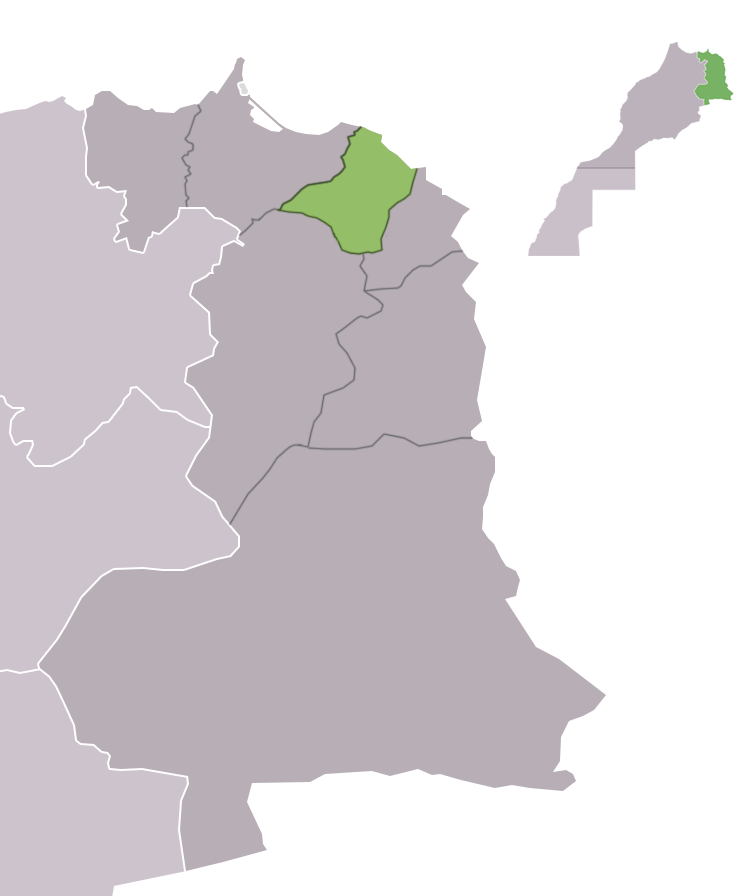
Provincia de Berkane
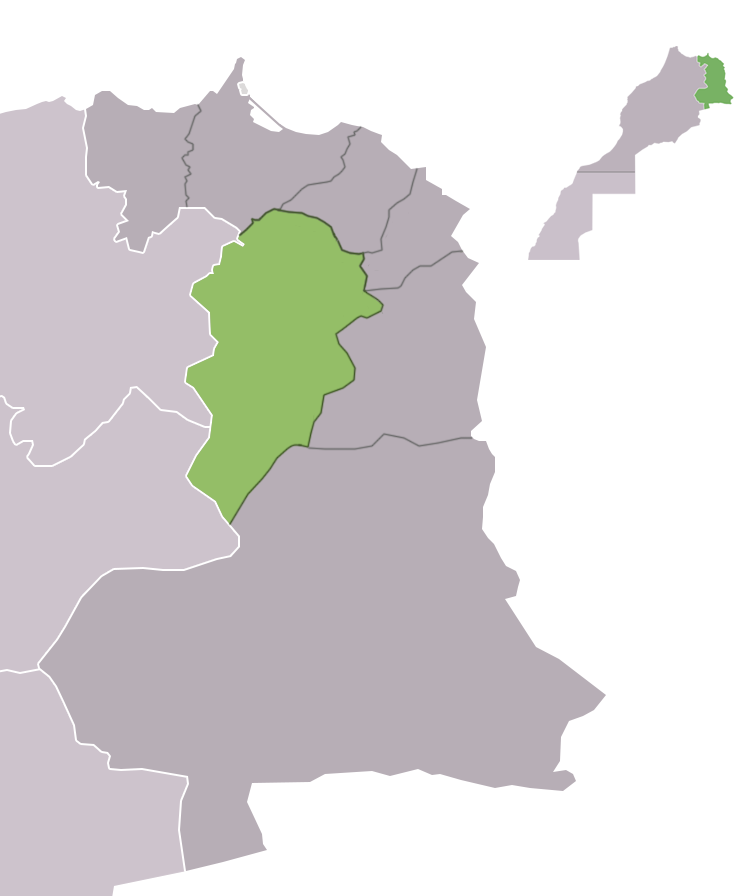
Provincia de Taurirt
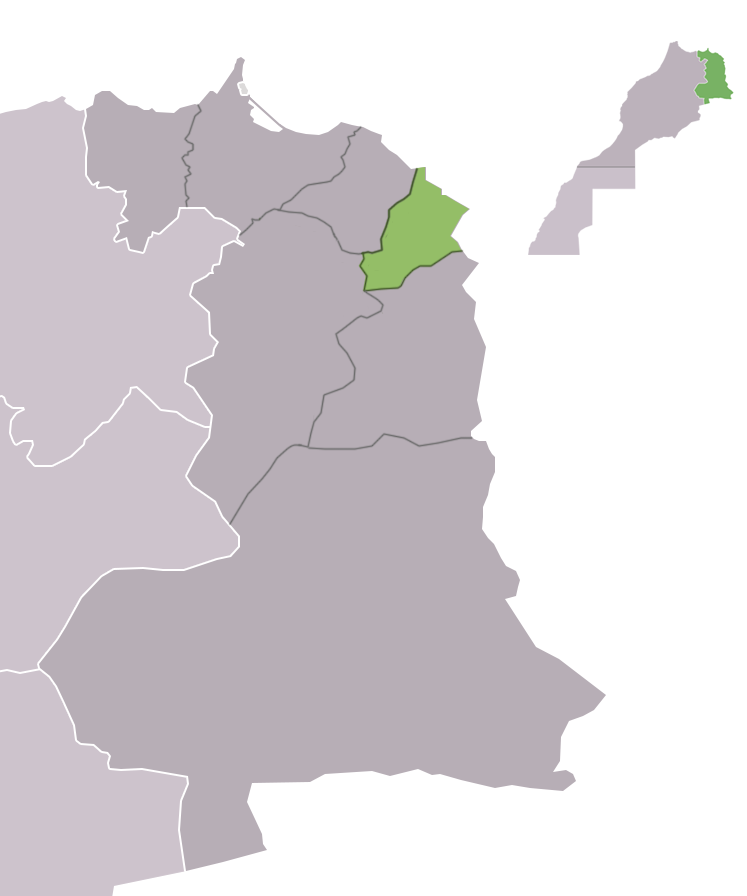
Prefectura de Oujda-Angad
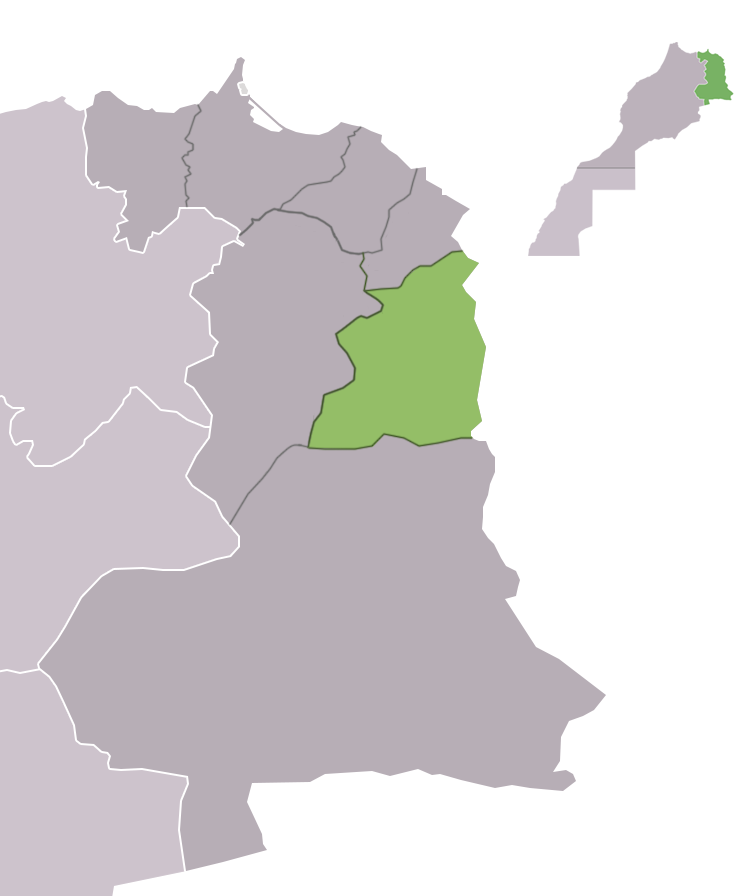
Provincia de Yerada
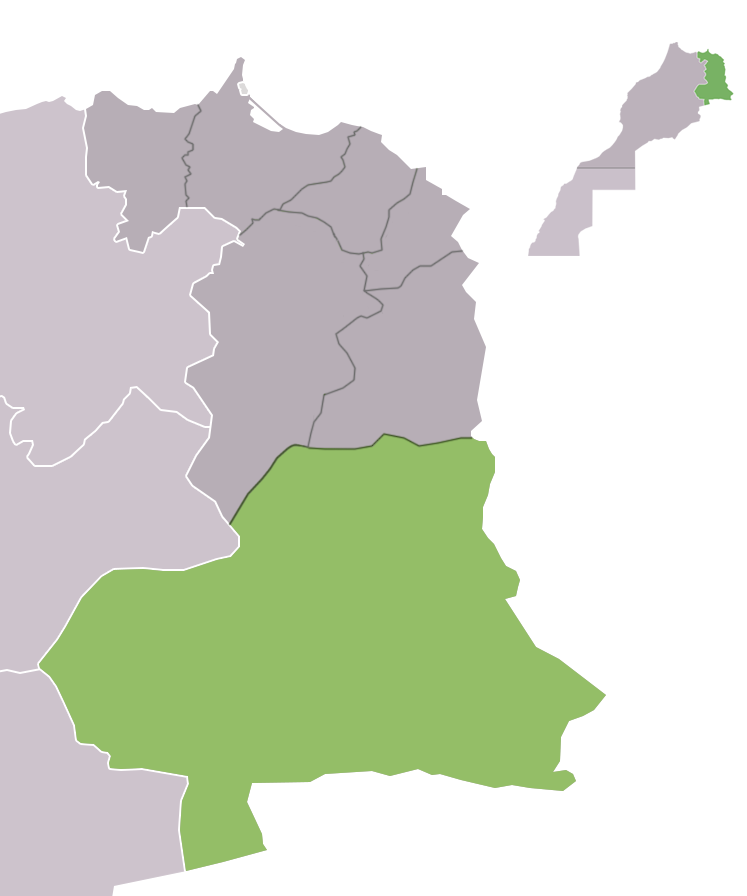
Provincia de Figuig